# محمد ناصر العاطفي
محمد ناصر أحمد العاطفي (1969 - ) عسكري يمني ولد في قرية بني عاطف - قبيلة حضر - مديرية جحانة خولان الطيال محافظة صنعاء، قائد مجموعة ألوية الصواريخ في اليمن 

## دراسات
خريج الكلية الحربية /مساعد الكلية الحربية الدفعة الرابعة والعشرون 1986 / 1987م وقائد العرض العسكري للكليات والمعاهد والمدارس العسكرية والأمنية للعيد الفضي لثورة 26 سبتمبر 1987م .
حاصل على الشهائد التالية:
1. ماجستير علوم عسكرية بتقدير ممتاز والترتيب الأول.
2. بكالوريوس علوم عسكرية بتقدير ممتاز والترتيب الأول.
3. شهادة قادة كتائب بتقدير ممتاز والترتيب الأول .
4. شهادة قادة بطاريات بتقدير ممتاز والترتيب الأول

## مناصب قيادية
تقلد عدة مناصب قيادية بالتدرج التالي:
1. قائد فصيلة.
2. قائد سرية صاعقة.
3. قائد بطارية صواريخ أرض – أرض توشكا.
4. رئيس عمليات كتيبة صواريخ أرض – أرض توشكا
5. أركان حرب كتيبة صواريخ أرض – أرض توشكا
6. رئيس أركان كتائب الاسكود (آر 17).
7. رئيس أركان اللواء 6 صواريخ اسكود.
8. قائد اللواء 6 صواريخ اسكود .
9. قائد مجموعة ألوية الصواريخ.
10. وزير الدفاع في حكومة بن حبتور [4] (من 2016 الى الآن)[5]